# Ishøj
Ishøj est une commune du Danemark, située dans la région de Hovedstaden, dans l’Est de l’île de Seeland. Elle appartenait avant la réforme communale de 2007 à l’amt de Copenhague. Elle comptait 22 989 habitants en janvier 2020.

## Personnalités liées à Ishøj
- Karen Ankersted (1859-1921), femme politique, y est née.